# Manţash
Manţash (persiska: منطش) är en ort i Iran.   Den ligger i provinsen Zanjan, i den nordvästra delen av landet, 250 km väster om huvudstaden Teheran. Manţash ligger 1 915 meter över havet och antalet invånare är 148.
Terrängen runt Manţash är kuperad åt nordväst, men åt sydost är den platt. Terrängen runt Manţash sluttar österut. Runt Manţash är det ganska tätbefolkat, med 108 invånare per kvadratkilometer. Närmaste större samhälle är Gūgjeh-ye Yeylāq, 6,7 km väster om Manţash. Trakten runt Manţash består i huvudsak av gräsmarker.